# Blanzaguet-Saint-Cybard
 Blanzaguet-Saint-Cybard  es una población y comuna francesa, en la región de Poitou-Charentes, departamento de Charente, en el distrito de Angoulême y cantón de Villebois-Lavalette.

## Demografía
| 304 | 280 | 255 | 252 | 223 | 216 |
| Para los censos de 1962 a 1999 la población legal corresponde a la población sin duplicidades (Fuente: INSEE [Consultar]) |     |     |     |     |     |